# Williams' Bon Chretien (pera)
Williams' Bon Chretien ( también o Williams o Bartlett) es el nombre de una variedad cultivar de pera europea Pyrus communis. Los orígenes de esta variedad son inciertos, se cree que procede de plántulas de semillas procedentes de Calabria ofrecidas por Francisco de Paula, al rey Luis XI de Francia. Las frutas tienen una pulpa blanca, tierna y jugosa que se funde con un sabor muy dulce y perfumado.
Esta pera está cultivada en diversos bancos de germoplasma de cultivos vivos tales como en National Fruit Collection con el número de accesión: 2001 - 099 y nombre de accesión: Williams' Bon-Chretien (de Freston).

## Sinonimia
- "Bartlett pear", Estados Unidos y Canadá
- "Williams pear",
- "Williams' good Christian".

## Historia
'Williams' Bon Chretien' es una variedad de pera antigua. Los orígenes de esta variedad son inciertos, "Bon Chrétien" (Buen cristiano) lleva el nombre de Francisco de Paula, un hombre santo que el rey Luis XI de Francia había llamado a su lecho de muerte como curandero en 1483. Francisco ofreció al rey una semilla de pera de su Calabria natal con instrucciones para plantar y cuidar. De ahí que el peral fuera llamado "Buen cristiano". Esta pera Bon-Chrétien se convertirá en la pera favorita de Joseph de La Quintinie, agrónomo fallecido en 1688, jardinero del rey Luis XIV y creador del "Potager du Roi" (Huerto del Rey) en Versalles. En Francia, fue sólo alrededor de 1828 que Léon Leclerc, antiguo diputado del departamento de Mayenne y pomólogo, introdujo y propagó esta variedad en los huertos franceses.
Según la línea anglosajona, se cree que la pera 'Williams' data de 1765 a 1770 del patio de un maestro de escuela de Aldermaston, Inglaterra, llamado Sr. John Stair dando lugar a los sinónimos ahora olvidados de las peras 'Aldermaston pear' y 'Stairs pear'. Un vivero llamado Williams adquirió más tarde la variedad y, después de introducirla en el resto de Inglaterra, la pera se conoció como la pera 'Williams pear'. Sin embargo, el nombre completo de la pera es "Williams' Bon Chretien", o "Williams' good Christian".
En 1799 James Carter importó varios árboles de las peras 'Williams' a los Estados Unidos, y fueron plantados en los terrenos de Thomas Brewer en Roxbury, Massachusetts. La finca de Massachusetts fue adquirida más tarde por Enoch Bartlett de Dorchester, Massachusetts. Sin saber su origen, Bartlett nombró a las peras como su mismo apellido e introdujo la variedad en los Estados Unidos. No se supo que las peras 'Bartlett' y 'Williams' eran iguales hasta 1828, cuando llegaron nuevos árboles de Europa. En ese momento, la variedad 'Bartlett' se había vuelto muy popular en los Estados Unidos, y todavía se las conoce generalmente como 'Bartlett pear' en los EE. UU. y Canadá, aunque hay alrededor de 150 sinónimos en todo el mundo.

## Características

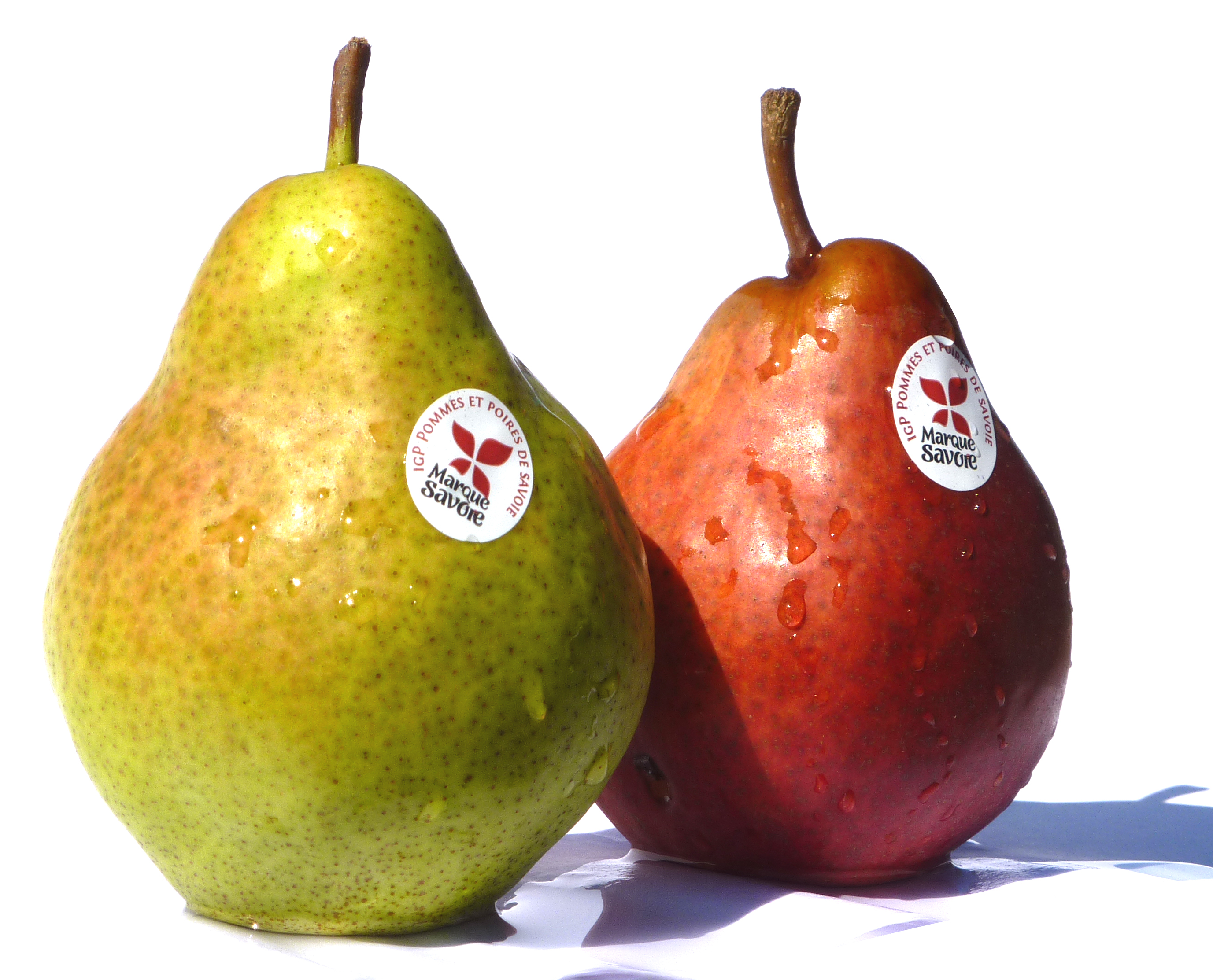
Peras verde y roja de la Saboya francesa.

'Williams' Bon Chretien' árbol de extensión erguida, de vigor moderadamente vigoroso. Los botones florales pueden aguantar las heladas tardías. Tiene un tiempo de floración que comienza a partir del 21 de abril con el 10% de floración, para el 25 de abril tiene una floración completa (80%), y para el 5 de mayo tiene un 90% caída de pétalos.
La pera exhibe una "forma de pera" piriforme, con una campana redondeada en la mitad inferior de la fruta, y luego un hombro definido con un cuello o tallo más pequeño. Las Williams son peras aromáticas y tienen un sabor sabor peculiar. Los colores de la pera varían del verde (cuando no está maduro) al amarillo (maduro) y al rojo. Los rojos 'Bartletts' o 'Williams' son muy similares a los Williams tradicionales, además de madurar a un color rojizo en lugar de amarillo. Los clones mutantes de piel roja (es decir, "Desporte") de Williams están aumentando en popularidad, incluidas tres variedades principales en los EE. UU.: 'Max Red Bartlett', 'Sensation Red Bartlett' y 'Rosired Bartlett'. Un estudio de varios loci de macrosatélites en 63 variedades de peras europeas ( Pyrus communis  L.) no distinguió 'Max Red Bartlett' y 'Sensation Red Bartlett' del 'Williams' estándar, lo cual se esperaba ya que los mutantes rojos se derivaron del 'Williams' por mutación Se han creado docenas de otros cultivares e híbridos a partir de Williams, creados para propiedades como resistencia al frío, tiempo de maduración, coloración de la piel y compatibilidad con injertos.
Mejor cuando se recolecta la pera aún debe estar verde y relativamente dura. Las condiciones óptimas para la maduración se encuentran en áreas secas y sombreadas, y la maduración generalmente toma de 7 a 10 días desde que se recogió la pera. A medida que la pera madura, el color cambiará lentamente a un amarillo suave y la pera se suavizará. Las peras producidas comercialmente normalmente se recolectan y envían a las tiendas mientras están verdes.

## Progenie
'Williams' Bon Chretien' es el Parental-Madre de la variedades cultivares de pera:
- 'André Desportes'
- 'Beurré Mortillet'
- 'Butirra Precoce Morettini'
- 'Bristol Cross'
- 'Delbias'
- 'Gorham'
- "Santa Maria'

'Williams' Bon Chretien' es el Parental-Padre de las variedades cultivares de pera:
- 'Beth'
- 'Butirra di Roma'
- 'Mellina'

'Williams' Bon Chretien' es el origen de Desportes variedades cultivares de pera:
- Arnold
- Biggar Russet Bartlett
- Double Williams
- Knock-Out Russet Bartlett
- 'Max-Red Bartlett'
- Moyer Russet Bartlett
- Nye Russet Bartlett
- Parburton
- Redbald 66
- Russet Bartlett
- Striped Williams.[2]

## Producción y usos en Norteamérica

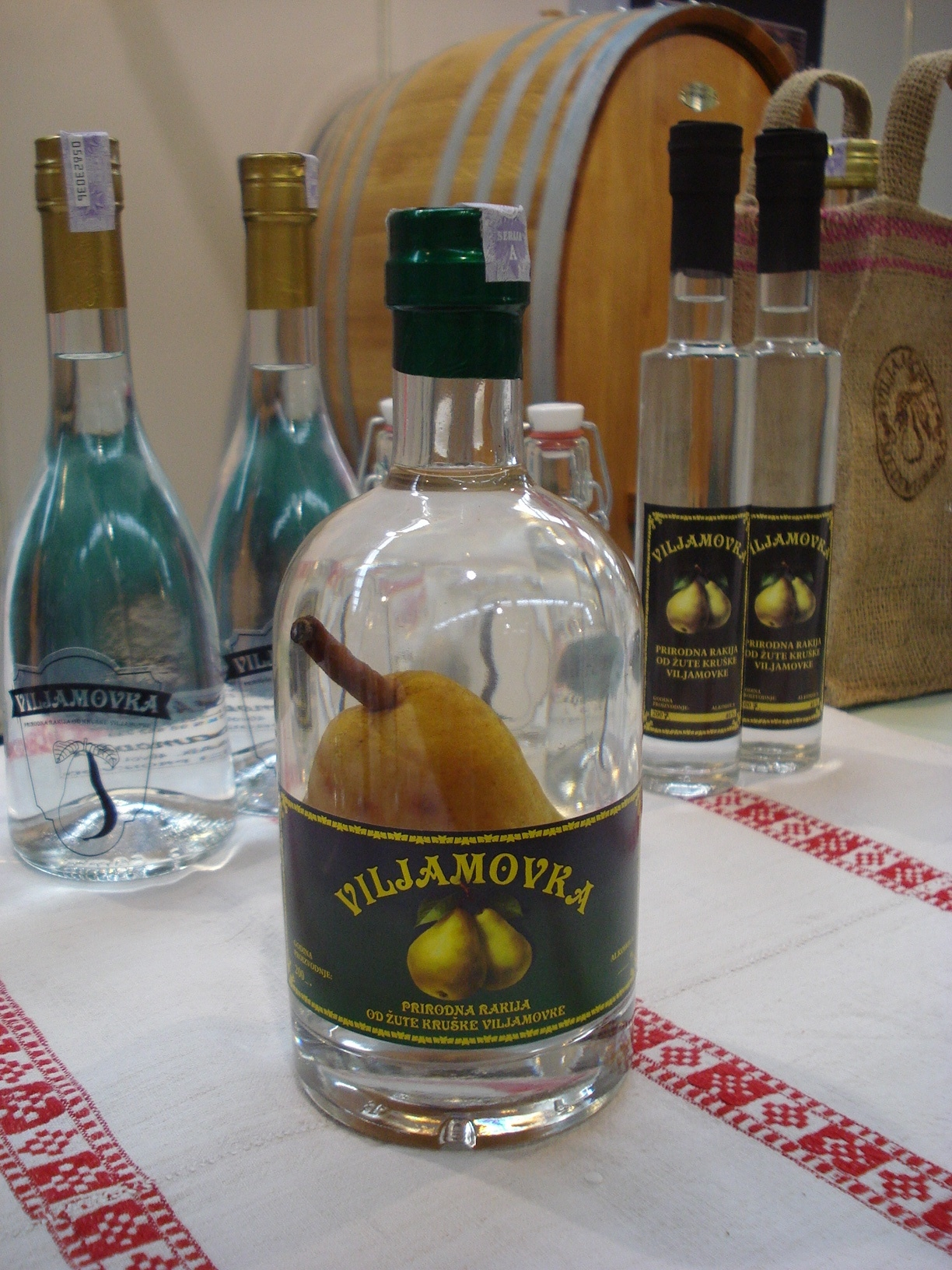
Brandy

En 1985, esta variedad representó el 80% de la producción de peras de EE. UU., Mientras que en 2004 representó el 50% de la producción informada de peras, esto se debe a que ha sido desplazada principalmente por el crecimiento continuo de las peras d'Anjou y  Bosc, ambas peras de invierno más tolerantes al frío que las 'Bartlett'.
Si bien se venden más peras frescas en los EE. UU. Que procesadas, las peras 'Bartlett' son la opción principal para las mitades enlatadas, el puré y la mayoría del jugo y néctar de pera en los EE. UU., lo que comprende aproximadamente dos tercios de la producción de 'Bartlett'. Las bartlett se conocen tradicionalmente como peras enlatadas debido a su "sabor y dulzura definitivos", lo que las hace adecuadas para muchas formas de procesamiento.

### Licores
La pera 'Williams' se utiliza para hacer Poire Williams, un brandy incoloro, y Belle de Brillet, una infusión de coñac.
La pera también es muy popular en los Balcanes occidentales, donde se destila en brandy conocido como Viljamovka, similar a "Poire Williams" pero a menudo con un mayor porcentaje de alcohol.
Algunos productores de Viljamovka incluyen una pera entera dentro de cada botella. Esto se logra uniendo la botella a una pera en desarrollo en ciernes para que la pera crezca en su interior.